# Halos & Horns Tour
Halos & Horns Tour pågick mellan början av juli och mitten av december 2002, och var den första större konsertturnén av Dolly Parton på tio år. Den gjordes för att marknadsföra hennes album Halos & Horns. Turnén började i Nordamerika, flyttade sedan till Brittiska öarna, för att därefter återvända till Nordamerika.

## Historia
I början av 1990-talet upphörde Dolly Parton med de turnéer hon gjort under större delen av sin karriär. Hon fortsatte med casinoshower i Atlantic City och Las Vegas och hon brukade också hålla årliga temakonserter i temaparken Dollywood.
Vid lanseringen av albumet The Grass is Blue 1999 började Dolly Parton planera att turnera, men hon hade först svårigheter att få mer tid med de musiker som spelade på albumet, och samma sak hände med albumet Little Sparrow 2001. Dolly Parton genomförde dock några konserter för att marknadsföra albumen. Hon uppträdde även på Merlefest-festivalen på Wilkes Community College i Wilkesboro, North Carolina den 28 april 2001 och framförde en spellista med låtar från albumen, liksom de stora hitlåtarna.
Under den helg i april 2002 då Dollywood öppnades för året meddelades att Dolly Parton skulle släppa ett nytt album, Halos & Horns, och genomföra sin första turné på ett decennium.
Turnén marknadsfördes och producerades av House of Blues. De flesta anläggningarna var klubbar, och många av dem tog mellan 1 000 och 2 500 åskådare. Till varje konsert sålde biljetterna slut. Dolly Parton fick bra kritik för musiken, som var bluegrass och folkmusik.

## Showen
Dolly Parton sade i intervjuerna att framträdandena skulle bli enkla, utan glitter, ljus och videomonitorskärmar som hon använt sig av under tidigare turnéer i slutet av 1980-talet och början av 1990-talet. Många sånger i turnéns spellista var inom genrerna country/bluegrass och folkmusik, men Dolly Parton framförde även några av sina stora pophits i ett a cappella-medley. Låten "9 to 5" var nedtonad, men bluegrassarrangemang, och fick blandad kritik av fansen.

## Turnédatum

### Nordamerika
| Datum                   | Ort                           | Anläggning                  |
| ----------------------- | ----------------------------- | --------------------------- |
| 17 maj 2002             | Minneapolis, Minnesota, USA   | Hyatt Regency               |
| 10 juli 2002            | New York City, New York, USA  | Irving Plaza                |
| 15 juli 2002            | Washington, D.C., USA         | 9:30 Club                   |
| 21 juli 2002            | Nashville, Tennessee, USA     | Ryman Auditorium            |
| 25 juli 2002            | Atlanta, Georgia, USA         | Earthlink Live              |
| 29 juli 2002            | New Orleans, Louisiana, USA   | House of Blues              |
| 3 augusti 2002          | Dallas, Texas, USA            | Grenada Theatre             |
| 7 augusti 2002          | Los Angeles, California, USA  | House of Blues              |
| 10 augusti 2002         | Las Vegas, Nevada, USA        | House of Blues              |
| 13 augusti 2002         | Denver, Colorado, USA         | Paramount Theater           |
| 17 augusti 2002         | Chicago, Illinois, USA        | House of Blues              |
| 21 augusti 2002         | Lowell, Massachusetts, USA    | Lowell Auditorium           |
| 28 augusti 2002         | St. Louis, Missouri, USA      | The Pageant                 |
| 31 augusti 2002         | Kansas City, Missouri, USA    | Uptown Theatre              |
| 4 september 2002        | Sioux City, South Dakota, USA | Washington Pavilion         |
| 13 och 14 december 2002 | Pigeon Forge, Tennessee, USA  | Dollywood Celebrity Theatre |

### Brittiska öarna
| Datum                   | Ort                                 | Anläggning         |
| ----------------------- | ----------------------------------- | ------------------ |
| 15 november 2002        | Manchester, England, Storbritannien | Bridgewater Hall   |
| 18 och 19 november 2002 | London, England, Storbritannien     | Hammersmith Apollo |
| 23 november 2002        | Belfast, Nordirland, Storbritannien | Waterfront Hall    |
| 26 och 27 november 2002 | Glasgow, Skottland, Storbritannien  | Clyde Auditorium   |
| 29 november 2002        | Dublin, Republiken Irland           | The Point          |

## Spellista
Spellistan för innehöll mest låtar från Dolly Partons tre närmast föregående albumsläpp på skivbolaget Sugar Hill. Spellistan bestod mestadels turnén ut, även om ordningen de kom i ändrades under turnén och Dolly Parton lade till låtar.
Huvudspellistan var:
1. Orange Blossom Special
2. Train Train
3. The Grass Is Blue
4. Mountain Angel
5. Shine
6. Little Sparrow
7. Rocky Top
8. My Tennessee Mountain Home
9. Coat of Many Colors
10. Smoky Mountain Memories
11. Applejack
12. Marry Me
13. Halos & Horns
14. I'm Gone
15. Dagger Through the Heart
16. If
17. 9 to 5
18. Jolene
19. A Cappella Medley (Islands in the Stream, Here You Come Again, Why'd You Come In Here Lookin' Like That, Two Doors Down)
20. After the Goldrush
21. I Will Always Love You

Sånger som bara framfördes på vissa konserter, men inte alla
1. Color Me America
2. Calm on the Water
3. Try
4. Down from Dover
5. Silly Song Medley (I Don't Wanna Throw Rice, He's a Go Getter, I'll Oilwells Love You)
6. Stairway to Heaven